# Sjulstjärnen, Jämtland
Sjulstjärnen är en sjö i Bräcke kommun i Jämtland och ingår i Ljungans huvudavrinningsområde.